# Kyrillische Zahlschrift

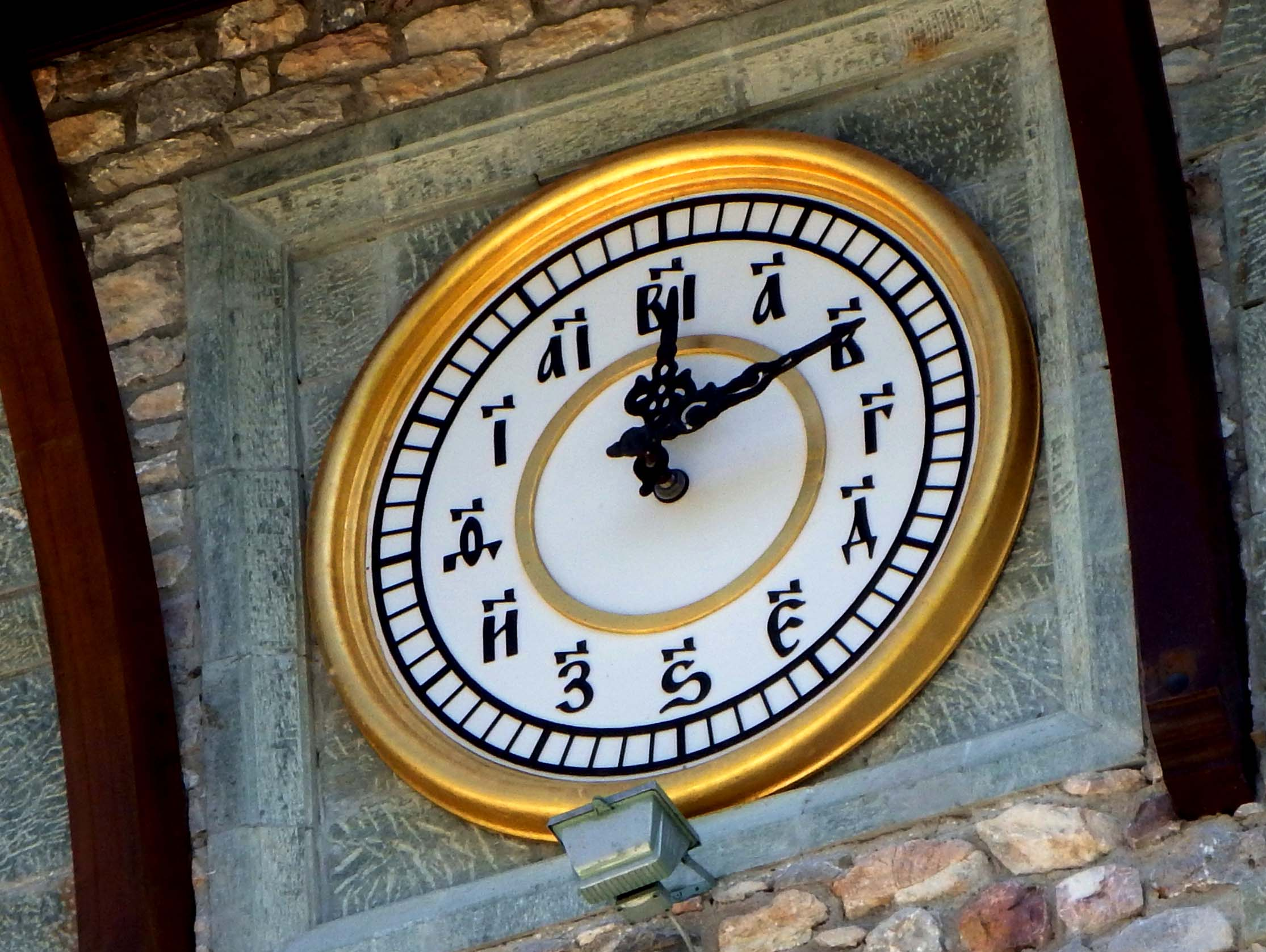
Kyrillische Zahlen an der Turmuhr des Klosters Sveti Jovan Bigorski in Nordmazedonien.

Die kyrillische Zahlschrift war bis zur Schriftreform Peters des Großen im 18. Jahrhundert in Gebrauch und beruht im Wesentlichen auf dem in Byzanz gebräuchlichen Milesischen System mit wenigen Unterschieden. Sie wird bei den Süd- und Ostslawen in vor allem kirchenslawischen Texten benutzt, die in alter Kyrilliza geschrieben sind. Seit dem 16. Jahrhundert wurden daneben auch indische und römische Zahlzeichen benutzt. In der von Peter I. 1708 eingeführten bürgerlichen Schrift werden kyrillische Zahlenzeichen nicht mehr verwendet.

## Zahlenwerte der kyrillischen Buchstaben
Das im Kyrillischen verwendete Zahlensystem ist ein Additionssystem, in dem insgesamt 27 Buchstaben für die Zahlen bis neun (1, 2, … 9), die Vielfachen von zehn (10, 20, … 90) und die Vielfachen von hundert (100, 200, … 900) stehen.
Dieses System basiert direkt auf dem milesischen Typ der griechischen Zahlschrift. Daher haben alle kyrillischen Buchstaben den Zahlenwert der ihnen entsprechenden griechischen Buchstaben. Die bereits im Griechischen obsoleten Buchstaben Stigma/Digamma, Koppa und Sampi, die dort nur noch als Zahlzeichen im Gebrauch waren, wurden durch nicht auf das Griechische zurückgehende kyrillische Buchstaben ersetzt, die diesen äußerlich ähnlich sahen. Alle anderen spezifisch slawischen Buchstaben (б, ж, ш, щ usw.) haben also keinen Zahlenwert.
Um anzuzeigen, dass die Buchstaben nicht als Lautwerte, sondern als Zahlen interpretiert werden sollen, wird ein Titlo über die Zahlendarstellung gesetzt (manchmal auch über jedes einzelne Zahlzeichen). (Im Griechischen steht in dieser Funktion ein apostrophartige Zeichen hinter der Darstellung.) Oft wird die Darstellung einer Zahl zusätzlich in Punkte eingeschlossen.
| Wert | griechisch | kyrillisch |
| ---- | ---------- | ---------- |
| 1    | αʹ         | а҃          |
| 2    | βʹ         | в҃          |
| 3    | γʹ         | г҃          |
| 4    | δʹ         | д҃          |
| 5    | εʹ         | е҃          |
| 6    | ϛʹ oder ϝʹ | ѕ҃          |
| 7    | ζʹ         | з҃          |
| 8    | ηʹ         | и҃          |
| 9    | θʹ         | ѳ҃          |

| Wert | griechisch | kyrillisch |
| ---- | ---------- | ---------- |
| 10   | ιʹ         | і҃          |
| 20   | κʹ         | к҃          |
| 30   | λʹ         | л҃          |
| 40   | μʹ         | м҃          |
| 50   | νʹ         | н҃          |
| 60   | ξʹ         | ѯ҃          |
| 70   | οʹ         | о҃          |
| 80   | πʹ         | п҃          |
| 90   | ϟʹ         | ч҃          |

| Wert | griechisch | kyrillisch |
| ---- | ---------- | ---------- |
| 100  | ρʹ         | р҃          |
| 200  | σʹ         | с҃          |
| 300  | τʹ         | т҃          |
| 400  | υʹ         | ѵ҃          |
| 500  | φʹ         | ф҃          |
| 600  | χʹ         | х҃          |
| 700  | ψʹ         | ѱ҃          |
| 800  | ωʹ         | ѡ҃          |
| 900  | Ϡʹ         | ц҃ oder ѧ҃   |

Eine Gegenüberstellung der teilweise voneinander abweichenden kyrillischen und glagolitischen Zahlenwerte der Buchstaben enthält der Artikel „Glagolitische Zahlschrift“.

## Kombination der Zahlzeichen
Zahlen, die größer als 10 und nicht durch 10 teilbar sind, werden geschrieben, indem man die Zahlzeichen zu einer Summe kombiniert, also zum Beispiel 23 = 20 + 3 (kyrillisch ·кг҃·) oder 735 = 700 + 30 + 5 (·ѱл҃е·). „Nullen“ werden dabei (ähnlich wie bei der Römischen Zahlschrift) ausgelassen, also zum Beispiel 705 = 700 + 5 (·ѱе҃·).
Dabei werden die Zeichen in der Regel von links nach rechts in absteigender Größe geschrieben. Eine Besonderheit ist jedoch, dass die Zahlen von 11 bis 19 entsprechend der Reihenfolge beim Sprechen „rückwärts“ geschrieben werden, also 113 = 100 + 3 + 10 (·рг҃і·) gemäß der Aussprache als sъto tri na desęti ‘hundert drei auf zehn’ (vergleiche deutsch hundert-drei-zehn). Die Zahlen ab 21 werden hingegen entgegen dem Deutschen in der „logischen“ Reihenfolge gesprochen und geschrieben, zum Beispiel 123: sъto dъvě desęti tri ‘hundert zwei-zehn drei’ (vergleiche englisch a hundred and twenty-three), also 100 + 20 + 3 (·рк҃г·).

## Zahlen ab 1000
Da es keine Zahlzeichen für Tausender gibt, ist die höchste mit diesem System darstellbare Zahl 999 (900 + 90 + 9, ·цч҃ѳ·). Für Zahlen ab 1000 wird daher ein Tausendzeichen (҂) vor einen Buchstaben geschrieben, das anzeigt, dass der Zahlenwert des folgenden Buchstaben mit 1000 zu multiplizieren ist, also ҂а = 1000, ҂в = 2000 und so weiter. (Im Griechischen steht hier eine Art Komma vor der Zahl, also ͵α, ͵β und so weiter.)
Beispiele:
- = ·҂аѱ҃ѕ· = 1706
- = ·҂зри҃і· = 7118 (entspricht als Jahr seit der Schöpfung nach der byzantinischen Ära dem Jahr 1610 n. Chr.)

Auf diese Art und Weise lassen sich auch höhere Zahlen darstellen, zum Beispiel ·҂к҃· = 20 000 oder auch ·҂ц҂ч҂ѳ҃цчѳ· = 999 999. Daneben gibt es aber auch weitere Schreibweisen zur Darstellung von Zehnerpotenzen:

## Römisch-Kyrillische Zahlen
Nicht zu der kyrillischen Zahlschrift zählt die Adaption römischer Zahlschrift mit optisch ähnlichen kyrillischen Buchstaben. So werden beispielsweise in Russland in maschinengeschriebenen Texten noch immer die Ziffer 1, die auf Schreibmaschinen meist die Form eines I hatte, für die römische Eins, die Buchstaben П für II, Ш für III und У für V genutzt.
| Zeichen | 1 | П | Ш | 1У | У | У1 | УП | УШ | 1Х | Х  |
| Wert    | 1 | 2 | 3 | 4  | 5 | 6  | 7  | 8  | 9  | 10 |